# Izatès Ier
Izatès Ier est censé avoir régné sur le royaume d'Adiabène aux alentours de l'an 15 apr. J.-C. Son existence est supposée par certains historiens à partir d'une unique mention de Flavius Josèphe qui parle de la reine « Hélène fille d'Izatès ». Toutefois certains manuscrits comportent la mention « Hélène mère d'Izatès ». Certains critiques estiment donc qu'il s'agit d'une erreur, Hélène ayant eu — au moins — un fils appelé Izatès, qui a régné sur l'Adiabène et que les historiens appellent Izatès II. Dans ces conditions, le nom du père de la reine Hélène est inconnu.
Le cœur historique de ce royaume est situé autour de la ville d'Arbèles (proche de l'actuelle Erbil en Irak. À l'époque d'Izatès Ier, l'Adiabène occupait une région de Mésopotamie située entre le Grand Zab (Lycus, « loup ») et le Petit Zab (Caprus, « sanglier »), deux affluents du Tigre. C'est pour cela que cette région était aussi appelée « pays des deux Zab ». Selon Strabon, ses villes principales étaient Arbèles et Ninive. Ammianus Marcellinus y ajoute Ecbatane et Gaugamèles.
On ignore quasiment tout de l'ascendance, de la descendance ou du règne d'Izatès. Il semble que celui qui lui a succédé soit Monobaze Ier, le mari d'Hélène d'Adiabène aux alentours de l'année 20. Monobaze Ier est en général considéré comme le fils d'Izatès Ier ; toutefois même cela n'est pas assuré.